# Chazz Palminteri

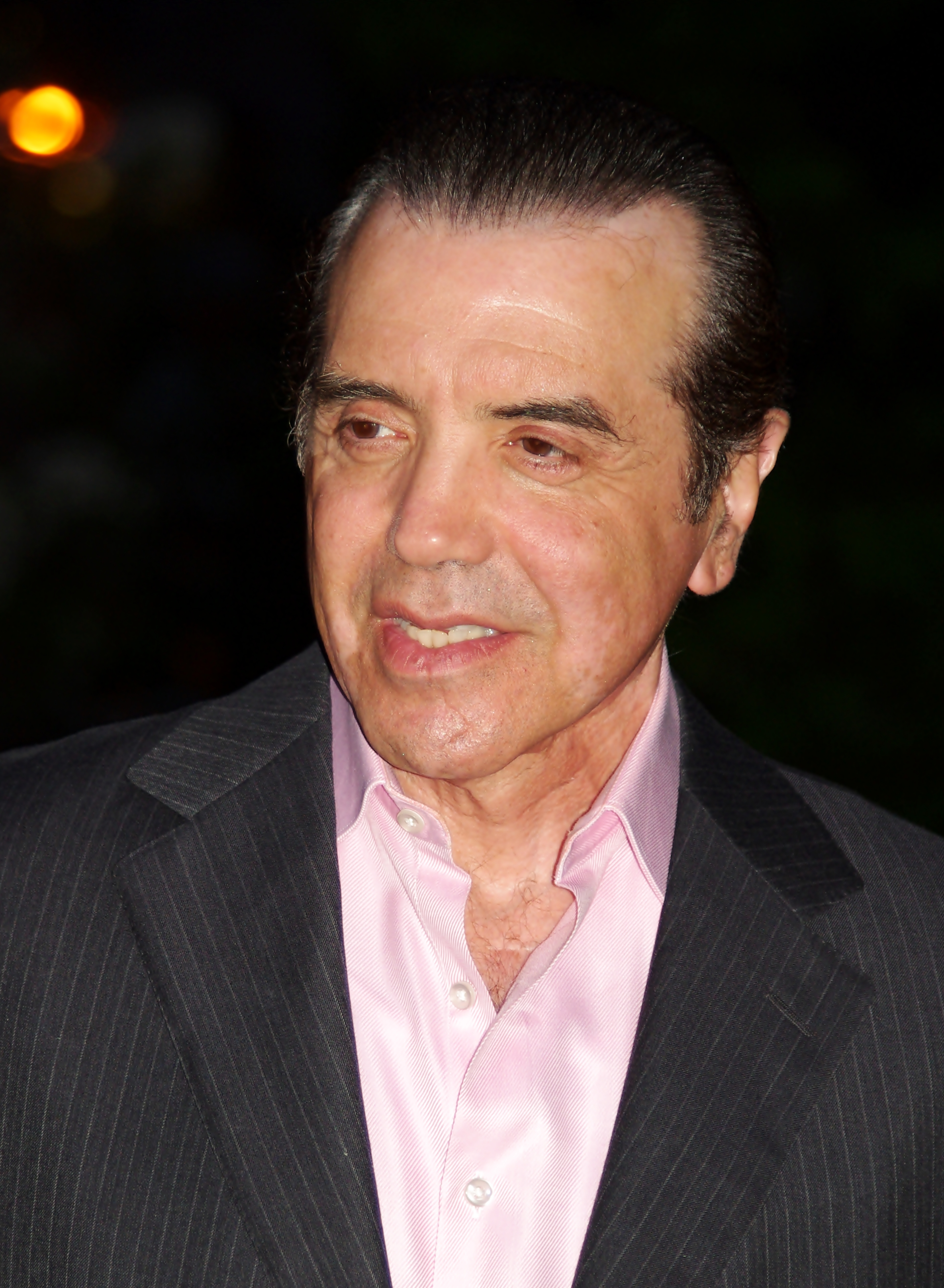
Chazz Palminteri, 2011

Calogero Lorenzo „Chazz“ Palminteri (* 15. Mai 1952 in New York City) ist ein US-amerikanischer Schauspieler und Drehbuchautor.

## Leben
Palminteri, dessen Vorfahren aus Sizilien stammten, wuchs in New York im Stadtbezirk Bronx auf. Er absolvierte die Theodore Roosevelt High School und erlernte ab 1973 die Schauspielkunst im Actors Studio von Lee Strasberg. Anfang der 1980er Jahre trat er in einigen Theaterstücken auf, in der zweiten Hälfte der Dekade dann in Fernsehserien wie Polizeirevier Hill Street, Matlock und Kampf gegen die Mafia.
Palminteri schrieb die Theaterstücke In den Straßen der Bronx und Der Hochzeitstag und adaptierte beide später zu Drehbüchern, die 1993 und 1996 verfilmt wurden. In der Verfilmung In den Straßen der Bronx, bei der Robert De Niro Regie führte und auch eine der Hauptrollen spielte, übernahm Palminteri die Rolle des Mafiosos „Sonny“. In Woody Allens Theaterkomödie Bullets Over Broadway übernahm er 1994 ebenfalls eine Gangsterrolle neben John Cusack und Dianne Wiest. Für diese Rolle war er für einen Oscar und einen Screen Actors Guild Award nominiert und gewann dann einen Independent Spirit Award sowie einen Sant Jordi Award. In Bryan Singers Film Die üblichen Verdächtigen spielte er 1995 den ermittelnden Zollinspektor Kujan auf der Suche nach dem mysteriösen Gangsterboss Keyser Söze.
1999 übernahm Palminteri in Falcone – Im Fadenkreuz der Mafia unter der Regie von Ricky Tognazzi die Rolle des Giovanni Falcone. In den Serien Modern Family und Rizzoli & Isles ist er jeweils seit 2010 in wiederkehrenden Gastrollen zu sehen.
Palminteri ist seit 1992 mit Gianna Ranaudo verheiratet und hat zwei Kinder.

## Filmografie

### Darsteller
- 1984: Home Free All
- 1986: Polizeirevier Hill Street (Hill Street Blues, Fernsehserie, Folge 7x04 Bald Ambition)
- 1987: Matlock (Fernsehserie, zwei Folgen)
- 1989: Kampf gegen die Mafia (Wiseguy, Fernsehserie, drei Folgen)
- 1991: Oscar – Vom Regen in die Traufe (Oscar)
- 1992: Paydirt – Schmutziges Geld (Paydirt)
- 1992: Bloody Marie – Eine Frau mit Biß (Innocent Blood)
- 1993: In den Straßen der Bronx (A Bronx Tale)
- 1994: Bullets Over Broadway
- 1995: Story Stripper – Schmutzige Zeilen (The Last Word)
- 1995: Die üblichen Verdächtigen (The Usual Suspects)
- 1995: The Perez Family
- 1995: Jade
- 1996: Diabolisch (Diabolique)
- 1996: Der Hochzeitstag (Faithful)
- 1996: Nach eigenen Regeln (Mulholland Falls)
- 1998: Hurlyburly
- 1998: Scar – Ohne Gesetz (Scar City)
- 1998: A Night at the Roxbury
- 1999: Reine Nervensache (Analyze This)
- 1999: Falcone – Im Fadenkreuz der Mafia (Excellent Cadavers, Fernsehfilm)
- 2001: Der Pate von New York (Boss of Bosses)
- 2001: Hell’s Kitchen (One Eyed King)
- 2001: Einmal Himmel und zurück (Down to Earth)
- 2002: Poolhall Junkies
- 2004: Noel
- 2005: In the Mix
- 2005: Animal – Gewalt hat einen Namen (Animal)
- 2006: Kids – In den Straßen von New York (A Guide to Recognizing Your Saints)
- 2006: Little Man
- 2006: Running Scared
- 2007: Der Bodyguard – Für das Leben des Feindes (Body Armour)
- 2008: Yonkers Joe
- 2008: Jolene
- 2009: Once More with Feeling
- 2010–2013: Rizzoli & Isles (Fernsehserie, sechs Folgen)
- 2010: Hollywood Reality (Hollywood & Wine)
- 2012–2013: Blue Bloods – Crime Scene New York (Blue Bloods, Fernsehserie, zwei Folgen)
- 2010–2019: Modern Family (Fernsehserie, sechs Folgen)
- 2013: Call of Duty: Black Ops II Mob of the Dead (Charakter Salvatore "Sal" DeLuca)
- 2014: Law & Order: Special Victims Unit (Fernsehserie, Folge 15x12)
- 2015: Legend
- 2017: Kevin Can Wait (Fernsehserie, Folge 2x04)
- 2019: Vault
- 2019–2021: Godfather of Harlem (Fernsehserie, Staffel 1+2)
- 2020: Clover
- 2021: Law & Order: Organized Crime (Fernsehserie, Folge 1x01)

### Drehbuch
- 1993: In den Straßen der Bronx (A Bronx Tale)
- 1996: Der Hochzeitstag (Faithful)

### Regie
- 2004: Noel

## Filmpreise und Nominierungen
| Jahr | Film                               | Rolle            | Filmpreis |
| ---- | ---------------------------------- | ---------------- | --- |
| 1993 | In den Straßen der Bronx           | Sonny LoSpecchio | Sant Jordi Award für den besten ausländischen Schauspieler auch für Bullets Over Broadway und Die üblichen Verdächtigen |
| 1994 | Bullets Over Broadway              | Cheech           | Independent Spirit Award für Bester Nebendarsteller Sant Jordi Award für den besten ausländischen Schauspieler auch für In den Straßen der Bronx und Die üblichen Verdächtigen Nominiert – Academy Award Bester Nebendarsteller Nominiert – Chicago Film Critics Association Award für Bester Nebendarsteller Nominiert – Screen Actors Guild Award für Bester Nebendarsteller |
| 1995 | Die üblichen Verdächtigen          | Dave Kujan       | National Board of Review Award für das beste Ensemble Sant Jordi Award für den besten ausländischen Schauspieler auch für A Bronx Tale und Bullets Over Broadway |
| 1995 | A Guide to Recognizing Your Saints | Monty            | Sundance Film Festival – Spezieller Preis der Jury für die beste Leistung eines Ensembles |